# Our Last Summer
«Our Last Summer» (с англ. — «Наше последнее лето») — песня группы ABBA с их седьмого студийного альбома Super Trouper.
Запись композиции началась 4 июня 1980 года на Polar Music Studios. Ведущий вокал исполняет Анни-Фрид Лингстад; фотографии её студийных записей были сделаны фотографом Андерсом Хансером (англ. Anders Hanser).
Гитарное соло Лассе Верандера, впервые включённое в эту песню, впоследствии было использовано для мюзикла «Шахматы».
По словам Ульвеуса, на написание песни его вдохновило воспоминание о парижском романе, который у него был в молодости.
Our Last Summer вместе с песней Me and I была выпущена как сингл в 1980 году в Греции и Польше, где она достигла 1-й и 18-й позиции соответственно. Также она послужила второй стороной для одного из последних синглов группы, Thank You for the Music (1983).

## Кавер-версии
- Британская певица Хейзелл Дин записала кавер-версию для альбома The Winner Takes It All: Hazell Dean Sings Abba (1996).
- Шведская группа A*Teens записала версию песни для своего дебютного альбома The ABBA Generation (1999).
- Песня используется в мюзикле Mamma Mia! и его экранизации.